# Смородина Янчевского
Сморо́дина Янче́вского (лат. Ribes janczewskii) — кустарник, вид растений рода Смородина (Ribes) семейства Крыжовниковые (Grossulariaceae), растущий в ущельях и долинах горных рек в горах Средней Азии (Тянь-Шань, Памиро-Алай). Произрастает в Казахстане, Кыргызстане, Узбекистане, Таджикистане.

## Название
Этот вид смородины назван в честь польского ботаника Эдуарда Франца Янчевского.

## Ботаническое описание
Листопадный кустарник высотой до 1 м. Побеги голые или рассеянно опушённые, молодые — золотистого цвета, позднее становятся грязновато-жёлтыми.
Листья крупные (до 15 см в диаметре), пятилопастные с крупными, острыми лопастями и сердцевидным основанием. Листовая пластинка с обеих сторон голая, блестящая. Края листа крупнозубчатые.
Цветёт в июне. Соцветия — направленные горизонтально или вверх кисти со слегка опушёнными осями, длиной до 5 см, несущие пять — десять колокольчатых цветков телесного цвета длиной до 12 мм. Чашелистики тупые, лепестки широкоовальные. Цветки снаружи слегка опушённые и железистые.
Плоды — чёрные ягоды диаметром до 13 мм, ароматные, созревают в августе.

## Хозяйственное значение и применение
Представляет интерес для использования в качестве плодового (благодаря крупным ароматным ягодам) и декоративного (благодаря крупным красивым листьям) растения. Этот вид участвовал в создании сорта смородины 'Муравушка' путём скрещивания смородины Янчевского, 'Белорусской сладкой', 'Ершистой'.